# Comunicazione filosofica
(Martin Buber, Ich und Du)
La comunicazione filosofica, ovvero il modo di comunicare il pensiero filosofico, è un aspetto specifico della comunicazione, cioè dell'attività tipicamente umana attraverso cui sono resi disponibili, condivisi e generati contenuti fra due o più persone.

## Il problema nei filosofi antichi
Socrate: E allora, chi ritenesse di poter tramandare un'arte con la scrittura. e chi la ricevesse convinto che da quei segni scritti potrà trarne qualcosa di chiaro e saldo. dovrebbe esser colmo di grande ingenuità e dovrebbe ignorare veramente il vaticinio di Ammone, se ritiene che i discorsi messi per iscritto siano qualcosa di più di un mezzo per richiamare alla memoria di chi sa le cose su cui verte lo scritto […] E una volta che un discorso sia scritto, rotola da per tutto, nelle mani di coloro che se ne intendono e così pure nelle mani di coloro a cui non importa nulla, e non sa a chi deve parlare e a chi no.
Tra i primi pensatori della storia sono presenti autori che redassero le loro opere in forma di poema in versi; successivamente invece la filosofia venne scritta prevalentemente in prosa, sottolineando così la distinzione - teorizzata poi da Platone - fra poesia, come imitazione verosimile della realtà, e filosofia, che tende alla formalizzazione e alla espressione della verità ovvero dell'Idea.
In questo modo però la filosofia rinunciava a quella forma artistica che ne rendeva la lettura più attraente.
Nell'antichità greca infatti il modo preferito per esporre un qualsiasi tipo di sapere era l'uso spontaneo della comunicazione orale. Quando compare la trasmissione scritta questa assume la funzione di fissare sinteticamente e in modo da renderlo memorizzabile un nuovo contenuto di sapere. Fino al V secolo, quando appaiono i sofisti maestri della techné (tecnica) della retorica, l'espressione poetica era certamente superiore alla prosa più adatta ad esprimere pensieri astratti.
Anche in seguito però, come nell'età ellenistica e tardo imperiale non viene abbandonato del tutto l'uso del verso come testimonia lo stoico Cleante nell'Inno a Zeus.
Un altro genere diffusamente usato nella comunicazione filosofica del periodo antico era l'epistola, generalmente rivolta a un conoscente o amico dello scrivente, e quindi di carattere, spesso, inizialmente privato. Del resto gli antichi erano poco propensi a pubblicare lettere riguardanti la loro sfera privata ed intima e quindi l'epistola assume a mano a mano il valore di portare all'esterno dei lettori le proprie considerazioni filosofiche.
Nella scuola d'Aristotele si utilizzò questo genere letterario per scritti filosofici e d'argomento scientifico. All'inizio l'epistola era una risposta ad un preciso destinatario che avesse avanzato dubbi e obiezioni alla dottrina ufficiale successivamente divenne una vera e propria forma di comunicazione al pubblico, sotto forma di destinatari fittizi, di problemi filosofici. Un esempio di quest'ultimo tipo di comunicazione filosofica è la "Lettera a Meneceo" di Epicuro

## La soluzione di Platone
Platone nella Lettera VII sembra sostenere posizioni simili a quelle del suo maestro Socrate sui limiti della scrittura ma sembra addirittura anticipare certe interpretazioni del valore della comunicazione d'esistenza in Kierkegaard quando dice che nasconderà le sue intime convinzioni sulle "cose di cui si dà pensiero" poiché è difficile capirle se non in un contatto dialogico esistenziale piuttosto che nello scritto.
" Questo però posso dire sul conto di tutti quelli che hanno scritto o scriveranno di sapere le cose di cui mi do pensiero, sia per averle udite da me, sia per averle udite da altri, sia per averle scoperte da soli: non è possibile, a mio parere, che costoro abbiano capito alcunché di questo oggetto. Su queste cose non c'è un mio scritto né ci sarà mai […] Per questo motivo nessuno che abbia senno oserà affidare i propri pensieri a un tal mezzo d'espressione, ad un mezzo immobile, come sono appunto le parole fissate nei caratteri della scrittura"
La soluzione di Platone fu quella di mantenere nel discorso filosofico l'espressione in prosa ma nello stesso tempo recuperare l'aspetto artistico introducendo la forma letteraria dialogica e soprattutto l'uso del mito.Platone cercherà di recuperare la sapienza poetica all'interno della filosofia, per Aristotele invece, rompendo ogni rapporto con la poesia, la filosofia sarà esclusivamente razionale e specialistica.
Il problema prevalente da Socrate in poi fu non tanto quello di dare o no veste artistica al pensiero filosofico, ma se la comunicazione dovesse avvenire oralmente o per iscritto.
Platone in effetti si trovava in disaccordo con il suo maestro Socrate il quale non aveva mai voluto esporre per iscritto il suo pensiero poiché per lui la parola scritta è come "un bronzo che percosso dà sempre lo stesso suono". Lo scritto cioè non rispondeva alle domande dell'interlocutore e questo annullava il valore del dialogo filosofico dove i due interlocutori cercano la verità insieme, con reciproche domande e risposte.
Una verità che inoltre deve essere sempre rimessa in discussione e questo è possibile farlo solo con il dialogo, nella forma orale, poiché ciò che è scritto non muta.
Quindi si contrappongono due esigenze: quella di Socrate che aspira ad un filosofare aperto e in continua evoluzione che porti alla convinzione dell'interlocutore, ma che rimane poco preciso nel linguaggio colloquiale e nei suoi termini non ben definito, e quella di Platone che adotta un sistema chiuso di fare filosofia che non ammette repliche immediate poiché ciò che si afferma è stato a lungo meditato e fissato nella certezza della parola scritta e soprattutto perché vengono comunicate verità immutabili che provengono dal "mondo delle idee". Un modo di filosofare quello platonico più accurato ma, in un certo senso statico. Non è un caso che nella produzione platonica la forma dialogica socratica dei suoi scritti, presente nelle opere giovanili viene, a mano a mano, nella maturità, abbandonata: la figura di Socrate perde sempre più rilievo e il dialogo si riduce ad essere un monologo,un dialogo, com'è stato detto, dell'anima con sé stessa.

## La comunicazione filosofica nei pensatori del '900

### Emmanuel Mounier
La comunicazione negli autori del '900 acquista particolare rilievo nella corrente esistenzialistica e spiritualista come una delle esigenze fondamentali dell'uomo, senza di essa l'io perde se stesso: così nel movimento personalista di Emmanuel Mounier la comunicazione diviene un fatto "naturale" per il soggetto: "L'esperienza primitiva della persona, è l'esperienza della seconda persona. Il tu ed il lui in noi precede l'io, o almeno l'accompagna…Così essa è per natura comunicabile, ed è la sola ad esserlo. Allorché la comunicazione si rilascia, l'io si corrompe o si perde".

### Karl Jaspers
Sullo stesso filone d'idee si colloca Karl Jaspers per il quale senza la comunicazione non solo la verità ma la stessa consapevolezza di esistenza non sarebbe possibile: "Tutto ciò che non si realizza nella comunicazione non esiste (...) La verità comincia a due": "Nella comunicazione divengo manifesto a me stesso con l'altra persona".

### Nikolaj Aleksandrovič Berdjaev
Per Berdjaev, il filosofo russo, studioso di Kierkegaard e interprete dell'esistenzialismo religioso, la comunicazione così come finora è stata intesa è ancora qualcosa di superficiale ed esteriore; egli preferisce parlare di "comunione" dove avviene la vera comunicazione, una relazione, una partecipazione spirituale dell'"io" col "tu" nel "noi: "C'è una differenza essenziale tra la comunicazione e la comunione. La comunicazione tra le coscienze implica sempre la disunione e la dissociazione". "La comunione si distingue precisamente dalla comunicazione per il suo realismo ontologico; la comunicazione essendo simbolica, usa solo dei segni convenzionali"

### Ludwig Feuerbach
Al di fuori dello spiritualismo il tema della comunicazione assume particolare importanza in Ludwig Feuerbach, come criterio antropologico della verità: "Le idee scaturiscono soltanto dalla comunicazione. Di quello che io vedo da solo non posso fare a meno di dubitare: è certo solo quello che anche l'altro vede" (L. Feuerbach, "Grundsàtze der Philosophie der Zukunft": tr.it Torino 1946, pp. 126 – 127)

### Maurice Merleau-Ponty
Per Maurice Merleau-Ponty nell'ambito di una concezione esistenzialistica la comunicazione finora è stata intesa come l'inserimento dell'individuo in una comunità astratta non ben definita. Comunicare vuol dire invece impegnarsi - vedere a questo proposito la polemica sull'"engagement" (impegno) con Sartre - in un sistema di vita fatto da concrete relazioni storiche e sociali (cfr. "La phenomenologie de la perception", Parigi 1945; "Humanisme et terreur", Parigi 1947).

### Sartre e Heidegger
In Sartre ed Heidegger la comunicazione, intesa come relazione con l'altro richiede il superamento di sé stessi, la rinuncia alle proprie caratteristiche esistenziali, alla propria individualità al fine di generare il "conflitto" reciproco e l'annullamento delle proprie coscienze individuali.

### Gabriel Marcel
In un rifiuto della disinindividualizzazione è infine la concezione di Gabriel Marcel secondo il quale è insensato pensare di negare la propria individualità per togliere ogni differenza tra me e gli altri, essendoci una comune essenziale spiritualità: "Quando io tratto un altro come un "tu" e non già come un "lui", io penetro più profondamente in lui, colgo in maniera più diretta il suo essere e la sua essenza" (G.Marcel, "Diario", Modena 1943, p. 83)

## L'aspetto ontologico e gnoseologico
Da un punto di vista ontologico la comunicazione pone come ineliminabile condizione il riconoscimento dell'essere sia in me che negli altri come appropriazione dell'essere, riconoscimento della propria persona soggettivamente costituita e non scaduta a grezza oggettività materiale. Identificarsi quindi nella propria spiritualità, nell'essere se stessi. Per questo aspetto la comunicazione con sé non differisce da quella con l'"altro" ed è da questa seconda che si approfondisce la consapevolezza della propria individualità, è dal confronto comunicativo che la nasce la mia autoconoscenza: "la meraviglia del noi è che mediatizzando il mio rapporto a me stesso, mi permette di ritrovarmi nell'altro, meglio ancora che io non mi trovi in me stesso, e di scoprire il mio io più personale"
Per la gnoseologia la comunicazione è riportata al senso antico del dialogo socratico: come conquista di una verità in comune: "la cooperazione degli spiriti nella ricerca intellettuale e la loro unione per mezzo della verità, valore della conoscenza, assicura fra di loro quella familiarità di pensiero che permette il rinnovamento infinito della comunicazione" (R. Le Senne, ibidem, p. 68)

## La considerazione etica, religiosa
Sotto l'aspetto etico il riconoscimento del reciproco valore umano fa sì che la comunicazione assuma i diversi significati di amicizia, amore, benevolenza, collaborazione cioè per il bene in vista del progresso spirituale l'uno dell'altro.
Riconoscersi nel valore comune di umanità, come soggetti accomunati da questo stesso valore che non si esaurisce in noi ma che ci spinge l'uno verso l'altro come parte di un movimento infinito è il senso religioso della comunicazione così come l'intende Jolivet: "È il valore che ci fa emergere dal mondo degli oggetti per costituirci in soggetti e persone, essi ci orientano verso l'Infinito…Io non comunico con l'altro che allorché lo ritrovo nel movimento che lo spinge al di sopra di lui e al quale devo partecipare io stesso: il valore dei valori" (Jolivet, Op. cit., ibidem p. 42)
Un'ultima riflessione sulla comunicazione, nel suo significato del "dialogo dell'anima con se stessa", fa infine intendere come comunicazione anche lo stesso silenzio: "Il silenzio, lungi dall'abolire la comunicazione, ne abolisce solo la testimonianza; ma quando essa è più perfetta e più profonda, la testimonianza diviene inutile"